# Agriocnemis victoria
Agriocnemis victoria е вид водно конче от семейство Coenagrionidae. Видът е незастрашен от изчезване.

## Разпространение
Разпространен е в Ангола, Ботсвана, Гамбия, Гвинея, Гвинея-Бисау, Демократична република Конго, Замбия, Камерун, Кот д'Ивоар, Либерия, Намибия, Нигерия, Сенегал, Сиера Леоне, Уганда, Централноафриканска република и Южен Судан.